# Język mentawai
Język mentawai (a. mentawei, mentawi) – język austronezyjski, którym posługują się Mentawajowie, mieszkańcy wysp Mentawai w Indonezji. Według danych z 2000 roku posługuje się nim 58 tys. osób.
Wykazuje silne zróżnicowanie dialektalne – serwis Ethnologue wyróżnia następujące dialekty: pagai, siberut północny, siberut południowy, sipura, sakalagan, saumanganja, silabu, simalegi, taikaku. Według analizy z 1989 r. (K.H. Pampus) największe różnice wewnętrzne występują na wyspie Siberut, a odmiany z Sipura i Pagai są blisko spokrewnione z dialektem z południowej części Siberut.
Jest bardzo oddalony (pod względem cech językowych) od postulowanych krewnych w ramach rodziny austronezyjskiej (nias, batak toba). Nie jest jasne, czy rzeczywiście jest bliżej spokrewniony z tymi językami. W użyciu wśród Mentawajów są również inne języki (indonezyjski, minangkabau).
Wczesne kroki na rzecz opisu języka mentawai poczynił Max Morris, autor niemieckojęzyczego opracowania z 1900 r. W książce zawarto skrótowy opis struktury językowej, dane słownikowe, materiały konwersacyjne, a także pewne opowiadania tradycyjne, przysłowia i zagadki. Mentawai jest zapisywany alfabetem łacińskim. 